# Zehneria neocaledonica
Zehneria neocaledonica är en gurkväxtart som beskrevs av W.J.de Wilde och Duyfjes. Zehneria neocaledonica ingår i släktet Zehneria och familjen gurkväxter. Inga underarter finns listade i Catalogue of Life.